# Верхнє Абсалямово
Верхнє Абсаля́мово (рос. Верхнее Абсалямово, башк. Үрге Әбсәләм) — присілок у складі Дуванського району Башкортостану, Росія. Входить до складу Арієвської сільської ради.
Населення — 103 особи (2010; 98 у 2002).
Національний склад:
- башкири — 93 %